# Nagy Alajos (tanár)
Nagy Alajos (Gyöngyös, 1845. június 16. – Budapest, 1889. március 27.) piarista szerzetes és tanár. Írói álnevei: Veridicus Severus, Veridicus.

## Élete
A gimnázium alsóbb osztályait szülővárosában végezte és az egri egyházmegyébe lépett, ahol befejezte gimnáziumi tanulmányait és a négy évi teológiai tanfolyamot is. Miután hajlama a tanári pályára vonzotta, 1867. szeptember 8-án a piarista-rendbe lépett és szerzetesi próbaévét Vácon töltötte. 1869. augusztus 12-én miséspappá szenteltetett fel és a pesti főgimnáziumba helyezték át. Tanulmányai főleg a bölcseletre, a klasszika filológiára, a magyar nyelv és irodalomra terjedtek ki; szaktárgyaiul is ezeket választotta és adta elő a gimnáziumban. 1872-ben tanári vizsgát tett. 1876-ban rendkormánya a kecskeméti rendi növendékek vezetésével bízta meg. 1880-tól a kolozsvári főgimnáziumnál folytatta tanári működését. Utazott Olaszországban, különösen Rómában tartózkodott tovább, hogy a kereszténység legrégibb emlékeit vizsgálhassa. A folytonos izgalom és a túlfeszített szellemi munka idegrendszerét megtörte és az 1885-86. tanévben az orvosok minden szellemi munkától eltiltották; a nyári hónapok alatt Budapesten hidegvíz-gyógyintézetben keresett gyógyulást, 1887. március 25-én az irgalmasok budapesti gyógyintézetébe vitték, ahol 1889. március 27-én meghalt.
Cikkei 1869-től a Magyar Államban sürűn követték egymást, ahol Veridicus álnév, (4+6) és más jegyek alatt is írt (Napoleon és a zsinat, A modern polgárisodás, A keresztény hazafiság, 1870. 139., 143., 146. sz. A bizonyosság alapja, sat.); a budapesti kegyesrendi főgymnasium Értesítőjében (1873. A gymnasium feladata jellemképzés dolgában); a Jelenkorban (1875. Lubrichnak a Herbart bölcseletéről írt könyvét ism.), a Kath. Hetilapban (1879. Fenelonnak első prédikácziója, 1880. A modern paedagogia és a tudomány, 1882. Jogosult-e az Aquinas-féle ker. bölcselet a modern philosophiával szemben?); a kecskeméti kegyestanítórendi főgymnasium Értesítőjében (1878. Nevelésünk betegsége és orvossága); a Figyelőben (XI. 1881. Csaplár Benedek életrajza).

## Munkái
- Gróf Batthyány Lajos, az első magyar miniszterelnök élet- és jellemrajza s temetésének leírása; Rudnyánszky Ny., Pest, 1870
- Hogyan kell a gyermeket hazaszeretetre nevelnünk? Eger, 1875
- Ifjúságunk elszilajulása. Eger, 1877
- Az iskola és az élet. Eger, 1881 (előbbi három munka különnyomat az Egri Népiskolából)
- Futó pillantások társadalmi és irodalmi viszonyaink fölött. Írta Veridicus Severus. Bpest, 1875
- Kucserik Sándor kegyesrendi tanár 50 éves tanári jubileuma alkalmából tartott beszéde és Kucserik életrajza. Bpest, 1878
- Egyházi beszéd. Tartotta a kegyes tanítórendi ház megújított kápolnájának megáldatásakor Kecskeméten. 1879. szept. 14. Kecskemét
- Emlékezés Chelini Domokosról. Kecskemét, 1881
- A modern paedagogia és jellemképzés. Eger, 1882 (különny. a Népiskolából)
- Az ember, annak természete, lelke, tehetségei és végczélja, aquinoi szent Tamás tana szerint. Roulet de la Bouillerie Ferencz munkájának 3. kiadása után francziából ford. Bpest, 1882
- A keresztény ifjú kalauza. Gondolatok és tanácsok… kiszemelve sz. Ferencz műveiből és életének történetéből. Francziából magyarítá. Bpest, 1885
- Veridicus: Hol késik a kath. autonómia?; Hunyadi Ny., Bp., 1889